# Papežka Jana (román)
Papežka Jana (v anglickém originále Pope Joan) je román americké spisovatelky Donny Woolfolk Crossové z roku 1996, volně inspirovaný osudy papežky Jany (†857), jak jsou popsány ve středověkých kronikách a historiích. Autorka věnovala výzkumu této postavy, jejíž existence se dnes všeobecně nepokládá za reálnou, celkem sedm let života a došla k závěru, že Jana skutečně žila. Svůj román nepojala však (na rozdíl od např. stejnojmenného díla řeckého spisovatele E. Roidise) jako životopisný záznam Janiných osudů, ale převzala hlavní zápletku – ženu, jež se převléká za muže a v takovém přestrojení nakonec dosáhne na pozici hlavy křesťanstva – aby na ní ilustrovala jednak nespravedlivé zacházení středověké společnosti se ženami, a jednak oslavila sílu ženské vůle, touhy vzdělat se, něco dokázat vzdor nepřízni a předsudkům okolí, ale i sílu lásky, pro niž je člověk v jednu chvíli schopen obětovat vše, čeho dosáhl...
Po vydání neměla kniha zpočátku úspěch – prodalo se pouze 13 000 kusů – ale autorka díky své cílevědomé (sebe)propagační práci, při níž mj. využila i sílu tehdy nově se prosazujícího webu, nakonec získala pozornost čtenářů, takže další anglické vydání (1997) už vyšlo v mnohem větším nákladu a rychle bylo rozebráno, následováno dalšími vydáními. Román byl nakonec přeložen do téměř 40 jazyků (především evropských, kde měla kniha největší úspěch), inspiroval i natočení filmu (Legenda o Janě, 2009) a napsání muzikálu (Papežka, 2011).

## Děj
V rodině anglického kněze-misionáře a jeho saské ženy se roku 814 narodí jako poslední ze tří dětí děvčátko Jana.
Seznámí se s papežem, ten však brzy umírá a Jana se ve svém převleku stává novým papežem. Vše se prozradí, až porodí dítě.